# Гргич, Милан
Милан Гргич (хорв. Milan Grgić; 14 января 1934, Сплит — 23 февраля 1997, Загреб) — хорватский драматург, либреттист, более всего известный своим либретто к популярному хорватскому мюзиклу «Ялта, Ялта».

## Биография
Писал драмы, комедии, либретто для мюзиклов, сценарии телевизионных музыкальных шоу и разнообразных развлекательных программ. Его тексты использовали многочисленные хорватские театры, но сам он c 1960-х годов был верным сотрудником загребского театра «Комедия», в котором исполнялись его мюзиклы (Velika frka, Dlakav život, Ivan od leptira и другие).
Наиболее известный мюзикл Гргича — «Ялта, Ялта» (1971, музыка Алфи Кабильо), в котором действуют руководители союзных держав, собравшиеся на Ялтинской конференции 1945, и их незадачливые камердинеры. Мюзикл шёл на загребской сцене 23 года подряд, а в недавнее время был возобновлён; ставилась «Ялта, Ялта» и на других сценах Европы, в том числе в Вене.